# Sinskea phaea
Sinskea phaea là một loài Rêu trong họ Meteoriaceae. Loài này được (Mitt.) W.R. Buck miêu tả khoa học đầu tiên năm 1994.